# Kamil Kryński
Kamil Kryński (Białystok, 12 maggio 1987) è un ex velocista polacco.
I suoi maggiori traguardi sono stati come membro della staffetta nazionale 4×100 metri maschile con cui ha vinto alcune medaglie internazionali e stabilito, nel corso dei Giochi olimpici di Londra 2012, un nuovo record nazionale di 38"31, insieme ai connazionali Kamil Masztak, Dariusz Kuć e Robert Kubaczyk.

## Palmarès
| Anno | Manifestazione   | Sede       | Evento      | Risultato  | Prestazione | Note             |
| ---- | ---------------- | ---------- | ----------- | ---------- | ----------- | ---------------- |
| 2005 | Europei under 23 | Kaunas     | 200 m piani | Batteria   | 21"11       |                  |
| 2005 | Europei under 23 | Kaunas     | 4×100 m     | Bronzo     | 39"52       |                  |
| 2010 | Europei          | Barcellona | 200 m piani | Semifinale | 20"81       |                  |
| 2010 | Europei          | Barcellona | 4×100 m     | 5º         | 38"83       |                  |
| 2011 | Mondiali         | Taegu      | 4×100 m     | 4º         | 38"50       |                  |
| 2012 | Europei          | Helsinki   | 200 m piani | Semifinale | 20"93       |                  |
| 2012 | Europei          | Helsinki   | 4×100 m     | Batteria   | dnf         |                  |
| 2012 | Giochi olimpici  | Londra     | 200 m piani | Semifinale | 20"83       |                  |
| 2012 | Giochi olimpici  | Londra     | 4×100 m     | Batteria   | 38"31       | Record nazionale |
| 2013 | Universiadi      | Kazan'     | 200 m piani | 7º         | 20"94       |                  |
| 2013 | Universiadi      | Kazan'     | 4×100 m     | Bronzo     | 39"29       |                  |
| 2013 | Mondiali         | Mosca      | 4×100 m     | Batteria   | 38"51       |                  |
| 2015 | Europei indoor   | Praga      | 60 m piani  | Semifinale | 6"69        |                  |
| 2015 | Universiadi      | Gwangju    | 4×100 m     | Argento    | 39"50       |                  |